# Tectidrilus diversus
Tectidrilus diversus är en ringmaskart som beskrevs av Erséus 1982. Tectidrilus diversus ingår i släktet Tectidrilus och familjen glattmaskar. Inga underarter finns listade i Catalogue of Life.